# Гљев
Гљев је насељено место у саставу града Сиња, Сплитско-далматинска жупанија, Република Хрватска.

## Историја
До територијалне реорганизације у Хрватској налазио се у саставу старе општине Сињ.

## Становништво
На попису становништва 2011. године, Гљев је имао 326 становника.
| Број становника по пописима | Број становника по пописима | Број становника по пописима | Број становника по пописима | Број становника по пописима | Број становника по пописима | Број становника по пописима | Број становника по пописима | Број становника по пописима | Број становника по пописима | Број становника по пописима | Број становника по пописима | Број становника по пописима | Број становника по пописима | Број становника по пописима | Број становника по пописима |
| --------------------------- | --------------------------- | --------------------------- | --------------------------- | --------------------------- | --------------------------- | --------------------------- | --------------------------- | --------------------------- | --------------------------- | --------------------------- | --------------------------- | --------------------------- | --------------------------- | --------------------------- | --------------------------- |
| 1857                        | 1869                        | 1880                        | 1890                        | 1900                        | 1910                        | 1921                        | 1931                        | 1948                        | 1953                        | 1961                        | 1971                        | 1981                        | 1991                        | 2001                        | 2011                        |
| 357                         | 420                         | 425                         | 519                         | 631                         | 733                         | 679                         | 698                         | 694                         | 683                         | 713                         | 669                         | 637                         | 562                         | 363                         | 326                         |

### Попис1991.
На попису становништва 1991. године, насељено место Гљев је имало 562 становника, следећег националног састава:
| Попис 1991.‍ | Попис 1991.‍ | Попис 1991.‍ | Попис 1991.‍ | Попис 1991.‍ |
| ----------- | ----------- | ----------- | ----------- | ----------- |
|             |             |             |             |             |
| Хрвати      | Хрвати      |             | 551         | 98,04%      |
| Словенци    | Словенци    |             | 1           | 0,17%       |
| Срби        | Срби        |             | 1           | 0,17%       |
| остали      | остали      |             | 2           | 0,35%       |
| непознато   | непознато   |             | 7           | 1,24%       |
| укупно: 562 |             |             |             |             |